# 6939 Lestone
6939 Lestone è un asteroide della fascia principale del diametro medio di circa 16,62 km. Scoperto nel 1952, presenta un'orbita caratterizzata da un semiasse maggiore pari a 2,5903328 UA e da un'eccentricità di 0,1002101, inclinata di 14,08193° rispetto all'eclittica.